# Rudy Icaré
 (octobre 2019).
Améliorez-le ou discutez des points à vérifier. 
Rudy Icaré né à Cayenne en Guyane est un animateur de télévision, animateur de radio, scénariste et humoriste français. Il forme avec Viviane Emigré le duo comique Chon et Choun.